# Flughafen Ørland

i7
i11
i13
Der Flughafen Ørland (norwegisch Ørland lufthavn, IATA-Code: OLA, ICAO-Code: ENOL) ist ein zivil mitgenutzter Militärflugplatz der Königlich-Norwegischen Luftstreitkräfte, die die Einrichtung unter der Bezeichnung Ørland hovedflystasjon u. a. als Stützpunkt von Kampfflugzeugen nutzt. Er liegt am Westende der Halbinsel Fosen auf dem Gebiet der Gemeinde Ørland am Ausgang des Trondheimfjords etwa 50 km Luftlinie nordwestlich von Trondheim in der Provinz Trøndelag.
In jüngster Zeit war die Basis mehrfach Austragungsort des NATO Tiger Meets.

## Geschichte
Die Planungen zum Bau des Flugplatzes begannen Anfang 1941 als Norwegen unter deutscher Besatzung stand. Der Flugplatz wurde Ende 1941 mit einer 2 km langen Start- und Landebahn aus Holz in Ost-West-Richtung für die Luftwaffe fertiggestellt. Im folgenden Jahr begann der Bau einer Piste aus Beton, der sich bis 1944 hinzog und heute den nördlichen Abschnitt der einzigen Start- und Landebahn bildet. In Oerlandet, so die damalige Bezeichnung, lagen zwischen August und Oktober 1944 die 11. und 12. Staffel des Zerstörergeschwader 26 (11. und 12./ZG 26), die mit Ju 88G bzw. Bf 110G ausgerüstet waren. Daneben beherbergte der Platz zwischen September und November 1944 den ebenfalls mit Bf 110G ausgerüsteten Stab der IV. Gruppe des gleichen Geschwaders. Anschließend nutzte die 11./ZG 26 ab Januar 1945 bis Kriegsende, inzwischen mit Me 410, Ørland erneut.
Nach dem Ende des Zweiten Weltkriegs übernahm zunächst die britische Royal Air Force den Flugplatz, die ihn Anfang November 1945 an die Luftforsvaret übergab. Ørland wurde ab 1949 für kurze Zeit erstmals zivil genutzt, als Trøndelag Flyveselskap eine Verbindung mit 3-sitzigen Auster-Flugzeugen nach Trondheim-Lade eröffnete. Anfang der 1950er Jahre nutzten Widerøe und Polarfly die Station gelegentlich für Ambulanzflüge und SAS durfte ihn ab 1953 als Notlandeplatz nutzten.
Die Entscheidung zum Ausbau zu einer "Hauptflugstation" der norwegischen Luftstreitkräfte fiel 1950, da Norwegen US-amerikanische Düsenjäger erhalten sollte, die eine längere Start- und Landebahn als die bisher von den Luftstreitkräften genutzten Vampire-Jets aus britischer Produktion benötigten. Im Oktober 1954 traf die zuvor in Sola aufgestellte 338 Skvadron mit F-84E in Ørland ein, die aber bereits im folgenden Jahr durch modernere F-84G getauscht wurden, die bis 1960 geflogen wurden. Bereits im Juni 1958 hatte die Umrüstung auf die F-86F, begonnen, die bis 1966 genutzt wurden. In diesem Jahr erfolgte die Umrüstung auf die F-5A/B, die bis 1985 betrieben wurde.
Im Sommer 1967 startete Braathens SAFE eine saisonale Verbindung nach Trondheim-Værnes, die jedoch nicht den gewünschten Erfolg brachte. Widerøe nahm diese Verbindung 1971 in ihren Flugplan, als Abfertigungsterminal diente ein Container, erst 1978 wurde ein Terminalgebäude in Betrieb genommen. Der zivile Flugbetrieb erlebte anschließend mit vier täglichen Flügen nach Trondheim seine Blütezeit.
Seit 1973 beheimatet die Basis eine Rettungshubschrauberstation, die von einem Detachment der 330. Skvadron unterhalten wird. Als Muster wurde seinerzeit die Sea King Mk.43 genutzt. Dieser Typ wurde bis Mai 2021 genutzt, als er durch die AW101 Mk612 „SAR Queen“ abgelöst wurde.

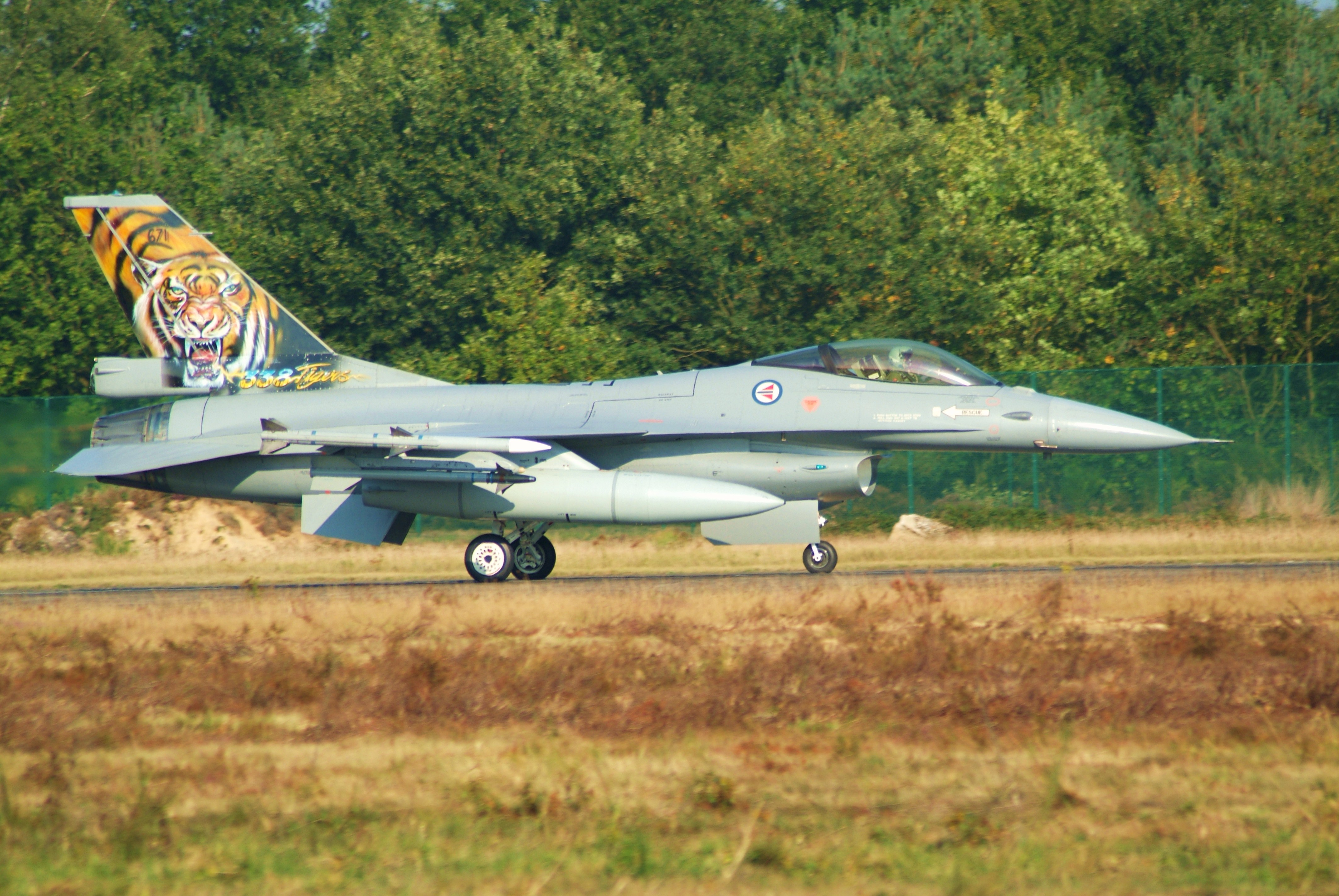
F-16 der 338. Staffel, 2009

Als parallel ziviler Flughafen besteht Ørland seit 1985 und im gleichen Jahr wurden die F-5 der Luftstreitkräfte durch die F-16A/B (später zu Version F-16AM/BM modernisiert) abgelöst.
Die Linienflüge nach Trondheim wurden 1987 eingestellt und in den folgenden Jahren wurden immer wieder Versuche unternommen die Verbindung dauerhaft zu etablieren bis 1998 das vorläufige Ende kam. Seit 2003 bediente North Flying im Auftrag von Air Norway die Route nach Oslo.
Im Rahmen einer Umorganisation der Luftforsvaret Anfang des 2000er Jahre wurde die Geschwader-Struktur wieder eingeführt und Ørland wurde 2022 Standort des 138. Geschwaders/luftving.
Der Betrieb von Air Norway wurde 2017 eingestellt und im März dieses Jahres gründete ein ehemaliger Pilot von Widerøe die Regionalfluggesellschaft Fly Viking und übernahm diese Strecke. Die Flotte bestand aus je einer De Havilland DHC-8-100 und DHC-8-100. Nach nur 9 Monaten Flugbetrieb auf der Route Oslo-Ørland musste Fly Viking jedoch ebenfalls aufgeben, da erhoffte staatliche Zuwendungen nicht gewährt wurden.
Als F-16 Nachfolger bestellte Norwegen die F-35A und Ørland wurde zu deren Haupteinsatzbasis bestimmt. In diesem Zusammenhang wurde im August 2016 das 138. Geschwader durch das, ebenfalls seit 2002, in Bodø beheimatete 132. Luftving ersetzt. Die ersten F-35A trafen dann Anfang November 2017 ein und die F-16 wurden Ende März 2019 bei der 338. Skvadron außer Dienst gestellt.

## Militärische Nutzung
Die Ørland hovedflystasjon wird zurzeit (2024) von folgenden fliegenden Staffeln des 132. Geschwaders/luftving genutzt:
- 331. Skvadron, ausgerüstet mit F-35A, seit 2023
- 332. Skvadron, ausgerüstet mit F-35A, seit 2017
- Detachment der 330. Skvadron (untersteht dem Rettungshubschrauberdienst/Redningshelikoptertjenesten), ausgerüstet seit Mai 2021 mit AgustaWestland AW101 Rettungshubschraubern

Dem Geschwader unterstehen darüber hinaus nichtfliegende Verbände der Luftforsvaret wie das Luftvernartilleribataljon.
Darüber hinaus nutzt das AWACS-Geschwader der NATO aus Geilenkirchen die Station regelmäßig als vorgeschobene Basis. Auch kommt es in unregelmäßigen Abständen zu temporären Verlegungen von USAF-Verbänden aus den Continental United States.
(Das 132. Geschwader existierte übrigens erstmals in der Zeit des Zweiten Weltkriegs, damals als 132. Wing der britischen Royal Air Force (RAF). Als solches unterstand es, ausgerüstet mit der Hawker Typhoon, in den Jahren 1943–45 der RAF Second Tactical Air Force. Aufgestellt, zunächst unter der Bezeichnung North Weald Wing, in North Weald bei London lag es im April 1945 auf dem späteren Enschede Airport Twente; sein letzter größerer Kampfeinsatz erfolgte im Rahmen der Rheinüberquerung bei Wesel. Neben einigen "britischen" Staffeln unterstanden bereits damals die 331. und 332. Staffeln dem 132. Geschwader.)